# Faronini
Faronini (лат.) — триба мелких коротконадкрылых жуков-ощупников из подсемейства Pselaphinae (Staphylinidae).

## Распространение
Большинство родов живут в южном полушарии (особенно в Новой Зеландии, где более 130 видов Sagola, и Чили), но некоторые заходят далеко на север, в такие регионы как южная Европа и южная часть Северной Америки.
Эта группа в основном ограничена регионами с умеренным климатом в северном и южном полушариях.

## Описание
Мелкие коротконадкрылые жуки—ощупники (длина менее 5 мм). Тело удлинённое и уплощённое; усики обычно без отчётливой булавы. Переднегрудь со срединной прококсальной ямкой. Надкрылья часто с дисковидными ямками. Ноги с вертлугами второй и третьей пар ног с острым углом соединения с бёдрами, дорсальное продолжение бёдер близко к тазобедренному сочленению; лапки с двумя равными коготками; первые два членика лапок короткие и почти равные по длине, третьи членики значительно длиннее; метакоксы смежные. Эдеагус обычно асимметричен, часто без отчётливой срединной доли или внутренней мускулатуры, присутствуют парамеры; у самцов есть пениальная пластинка (стернит IX) и боковые склериты (тергиты IX), составляющие седьмой видимый вентральный сегмент. Усики 11-члениковые, длинные, булавовидные. Надкрылья укороченные, лапки трёхчлениковые (формула лапок 3-3-3).

## Систематика
Около 350 видов, 30 родов. Триба была впервые выделена в 1882 году австрийским зоологом Эдмундом Райттером под названием Faronides Reitter, 1882, а затем также именовалась Faronina Sharp, 1887, Faronini Raffray, 1890. Единственная триба в надтрибе Faronitae. Faronitae считаются базальной группой внутри Pselaphinae из-за наличия максимального количества ямок и сходства формы с другими стафилинидами: антенны от булавовидных до монилиформных и без отчётливой булавы; лапки с двумя базальными члениками короткими и примерно одинаковой длины, третий членик значительно длиннее и с двумя равными коготками; задние тазики соприкасаются, каждый конически образуется в месте сочленения с вертлугом.
- Ahnea Park & Carlton, 2015 — Новая Зеландия
- Aucklandea Park & Carlton, 2015 — Новая Зеландия
- Brounea Park & Carlton, 2015 — Новая Зеландия[7]
- Chandlerea Park & Carlton, 2015 — Новая Зеландия[8]
- †Cretasonoma Peris, Chatzimanolis & Delclós, 2014
- Delenda Croissandeau, 1891
- Exeirarthra Broun, 1893 — Новая Зеландия
- Faronidiellus Jeannel, 1964 — Африка
- Faronidius Casey, 1887 — Африка
- Faronites Jeannel, 1954 — Мадагаскар
- Faronitopsis Jeannel, 1960 — Мадагаскар
- Faronus Aubé, 1844
- Golasa Raffray, 1904 — Аргентина, Чили
- Golasidius Jeannel, 1962 — Чили
- Golasina Jeannel, 1962 — Чили
- Golasites Jeannel, 1962 — Чили
- Leschenea Park & Carlton, 2015 — Новая Зеландия
- Logasa Chandler, 2001 — Австралия
- Megarafonus Casey, 1897
- Nornalup Park & Chandler, 2017 — Австралия
- †Nugaculus Schaufuss, 1890
- Nunnea Park & Carlton, 2015 — Новая Зеландия[8]
- Parafaronus Jeannel, 1954
- Porongurup Choi, Chandler & Park, 2019 — Австралия
- Prosagola Raffray, 1904
- Pseudoexeirarthra Park & Carlton, 2015 — Новая Зеландия
- Pseudostenosagola Park & Carlton, 2014 — Новая Зеландия
- Sagola Sharp, 1874 — Австралия, Новая Зеландия
- Salagosa Raffray, 1904 — Чили
- Salagosita Franz, 1996 — Чили
- Sonoma Casey, 1886 — Северная Америка
- Stenosagola Broun, 1921 — Новая Зеландия